# Victor Buchstaber
Victor Matveevich Buchstaber (em russo:  Виктор Матвеевич Бухштабер;Tashkent, União Soviética, 1 de abril de 1943) é um matemático soviético e russo, conhecido por seu trabalho sobre topologia algébrica, homotopia e física matemática.

## Vida
Buchstaber estudou a partir de 1960 na Universidade Nacional do Uzbequistão e a partir de 1964 na Universidade Estatal de Moscou, onde obteve o grau de bacharel em matemática em 1966. Em 1970 obteve um doutorado (Candidato de Ciências), orientado por Sergei Novikov (e Dmitry Fuchs) e habilitou-se em 1984 (Doktor nauk). É desde 1993 professor da Universidade Estatal de Moscou (cátedras de geometria e topologia) e desde 1996 do Instituto de Matemática Steklov (seção topologia). Foi professor visitante em, dentre outras, Universidade de Maryland (diversas vezes na década de 1990), Universidade de Tel Aviv, Universidade de Edimburgo e Universidade de Manchester.
Desde 1995 é editor do periódico Uspechi Mat. Nauka e co-editor do periódico Functional Analysis and Applications. De 2001 a 2004 foi membro do conselho da European Mathematical Society. Foi palestrante convidado do Congresso Internacional de Matemáticos em Vancouver (1974, porém não pode apresentar seu trabalho). É membro da London Mathematical Society e da American Mathematical Society. É desde 2006 membro correspondente da Academia de Ciências da Rússia.
Dentre seus doutorandos consta Alexander Gaifullin.

## Obras
- Toric Topology, Victor Buchstaber, Taras Panov, Amer. Math. Soc., Providence, RI, 2015.